# Чизмен, Джозеф Джеймс
Джозеф Джеймс Чизмен (англ. Joseph James Cheeseman; 7 марта 1843, Эдина, Либерия — 12 ноября 1896, Монровия) — либерийский политический и государственный деятель, президент Либерии с 4 января 1892 по 12 ноября 1896 года.

## Биография

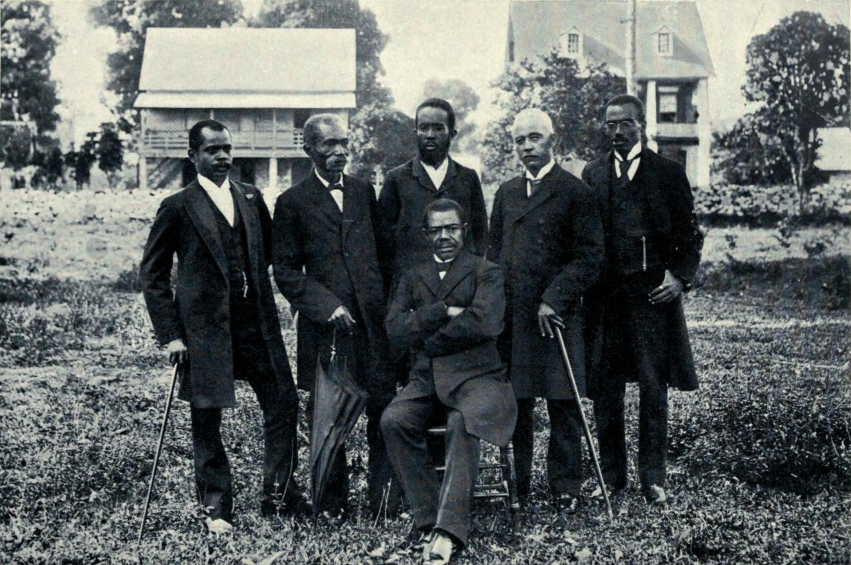
Джозеф Джеймс Чизмен и его кабинет

Окончил Либерийский колледж (ныне Университет Либерии). Член партии истинных вигов, трижды выдвигался по партийному списку на пост президента Либерии.
В январе 1892 года сменил на посту президента страны Хилари Ричарда Райта Джонсона. Во время правления Чизмена в Либерии несколько раз происходили этнические стычки с племенами кру, гола и гребо, которые возмущались вторжениями властей на их территории. Первоначально Чизмен пытался урегулировать межплеменные конфликты путём мирных переговоров. Одно известное восстание произошло в 1893 году, которое пришлось подавлять войсками и канонерской лодки.
Президент Чизмен умер при исполнении служебных обязанностей 12 ноября 1896 года, вице-президент Уильям Дэвид Колмен занял его кресло.
Чизмен был похоронен на городском кладбище Монровии.